# Ulises Cardona
Ulises Israel Cardona Carrillo (Guadalajara, Jalisco, 13 de noviembre de 1998) es un futbolista mexicano, juega de mediocentro ofensivo y su equipo actual es el Tepatitlán F.C. de la Liga de Expansión MX.

## Trayectoria

### Atlas Fútbol Club

#### Comienzos
Llega a las fuerzas básicas del Atlas Fútbol Club procedente de las inferiores de su acérrimo rival, el Club Deportivo Guadalajara, equipo con el que permaneció hasta la categoría sub-20 y que lo “cortó”, ya que él y otro compañero metieron mujeres a la concentración del equipo.

#### Primer equipo
Debuta profesionalmente con los rojinegros el 12 de septiembre de 2017, sustituyendo a Edgar Zaldívar en la victoria 1-2 sobre los Potros de la UAEM correspondiente a la fase de grupos Copa México Apertura 2017. 4 días después debuta en la Primera División de México enfrentando al Monterrey, el partido concluiría con una derrota de «La Academia» por 2-1. Anotó su primer gol como profesional con el Atlas en el empate a dos goles con el Querétaro durante la quintodécima jornada del Apertura 2017 al 69'.
En 2020, y después de disputar seis torneos con el Atlas, anotar 2 goles en la Liga MX y jugar 6 de 10 partidos en el Clausura 2020 Ulises se despidió del club de su ciudad natal para viajar hacia San Nicolás de los Garza y firmar con los Tigres de la UANL.

#### Préstamo a los Tigres de la UANL
Finalmente el día 14 de junio de 2020 se oficializa la llegada de Ulises como primer refuerzo del equipo de «La Sultana del Norte» en condición de cedido por un año con opción de compra.

## Selección nacional

### Categorías inferiores
Fue convocado para el Torneo Esperanzas de Toulon de 2018 por Marco Antonio Ruiz.
El 30 de junio de 2019 Cardona es incluido en la lista definitiva de jugadores qué disputarían el Juegos Panamericanos 2019 en Perú. México disputó el Grupo A, que empezaría con un empate a cero goles con la selección de Panamá, continuaría con una victoria por 2-1 sobre la Argentina y  acabaría con victoria 2-0 contra Ecuador. Luego de los triunfos de Argentina sobre Panamá y de México sobre Ecuador, la clasificación final quedó así:  
GRUPO A
| Equipo    | Pts | PJ | PG | PE | PP | GF | GC | Dif. |
| --------- | --- | -- | -- | -- | -- | -- | -- | ---- |
| México    | 7   | 3  | 2  | 1  | 0  | 4  | 1  | 3    |
| Argentina | 6   | 3  | 2  | 0  | 1  | 7  | 5  | 2    |
| Panamá    | 2   | 3  | 0  | 2  | 1  | 2  | 4  | -2   |
| Ecuador   | 1   | 3  | 0  | 1  | 2  | 3  | 6  | -3   |

|  | Clasificado para las semifinales. |

México y Argentina avanzaron a las semifinales. Dónde «el Tri» sería derrotado por Honduras en penaltis tras un empate a un gol. México quedó en tercer lugar tras vencer a Uruguay por un gol, mientras que Argentina se proclamaría campeón de certamen al golear por cuatro goles a unos a los centroamericanos.
Fue convocado para el Torneo Esperanzas de Toulon de 2019 por Jaime Lozano. La selección mexicana terminaría el torneo como el tercer lugar después de vencer en penales (4-3) a Irlanda.

### Participaciones en fases finales
| Torneo                              | Categoría | Sede    | Resultado    | Partidos | Goles |
| ----------------------------------- | --------- | ------- | ------------ | -------- | ----- |
| Torneo Esperanzas de Toulon de 2018 | Sub-21    | Francia | Subcampeón   | 3        | 0     |
| Juegos Panamericanos 2019           | Sub-22    | Perú    | Tercer lugar | 4        | 0     |
| Torneo Esperanzas de Toulon de 2019 | Sub-23    | Francia | Tercer lugar | 4        | 0     |

## Estadísticas

### Clubes
Actualizado al último partido jugado el 21 de febrero de 2020.
| Atlas de Guadalajara · México        | 1.ª                 | 2017-18             | 11 | 1 | 6  | 0 | - | - | 17 | 1 | 0.05 |
| Atlas de Guadalajara · México        | 1.ª                 | 2018-19             | 18 | 1 | 6  | 0 | - | - | 24 | 1 | 0.04 |
| Atlas de Guadalajara · México        | 1.ª                 | 2019-20             | 10 | 0 | 3  | 0 | - | - | 13 | 0 | 0.00 |
| Atlas de Guadalajara · México        | Total               | Total               | 39 | 2 | 15 | 0 | 0 | 0 | 54 | 2 | 0.03 |
| Total en su carrera                  | Total en su carrera | Total en su carrera | 39 | 2 | 15 | 0 | 0 | 0 | 54 | 2 | 0.03 |
| (1) Incluye datos de la Copa México. |                     |                     |    |   |    |   |   |   |    |   |      |